# 중평항
중평항은 경상남도 하동군 금남면 중평리에 있는 어항이다. 1972년 2월 23일 지방어항으로 지정하여 관리하고 있다. 시설관리자는 하동군수이다.

## 어항 연혁
- 마을 앞 돌섬 소댕이를 중평이라 불렀는데 그 이름이 전래 되어 중평마을이 되었을 것이라고 추측된다는 기록이 있으며, 원래 이 마을은 중태라 불렀다. 하늘에 삼태(三台) 즉 세별이 있는데, 선조가 조정의 삼공을 삼태에 비유하였다고 한다. 본 항은 인근에는 청정수역을 이용한 양식 및 정치망이 활발하게 이루어지고 있다.

## 어항 시설
- 방파제 297m, 물양장 160m, 호안도로 220m

## 주요 어종
- 전어, 농어, 숭어